# Legenda lui Hercule
Legenda lui Hercule (titlu original: The Legend of Hercules cunoscut anterior ca Hercules: The Legend Begins și Hercules 3D) este un film american din 2014 regizat de Renny Harlin. În rolurile principale joacă actorii Kellan Lutz, Gaia Weiss, Scott Adkins, Roxanne McKee și Liam Garrigan.

## Prezentare
În Grecia antică, anii 1200 î.Hr., regina Alcmena dorește să aibă un fiu cu Zeus în scopul de a răsturna domnia tiranică a regelui Amfitrion și pentru a restaura pacea într-o țară aflată în mari dificultăți. Dar acest prinț, Hercule, nu știe nimic despre adevărata sa identitate sau care este destinul său. El dorește doar un singur lucru: să fie împreună cu iubirea sa, Hebe , Prințesă de Creta, care a fost promisă fratelui său, Ificles. Când Hercule află care este adevărata sa menire în viață, el trebuie să aleagă între a  fugi cu dragostea sa cea adevărată sau să-și îndeplinească destinul de a deveni adevăratul erou al timpurilor sale.

## Distribuție
- Kellan Lutz - Hercule/Alcides[7]
- Gaia Weiss - Hebe
- Scott Adkins - Regele Amfitrion
- Roxanne McKee - Regina Alcmena
- Liam Garrigan - Ificles
- Liam McIntyre - Sotiris
- Rade Šerbedžija - Chiron
- Johnathon Schaech - Tarak
- Luke Newberry - Agamemnon
- Jukka Hilden - Creon
- Kenneth Cranham - Lucius
- Mariah Gale - Kakia
- Sarai Givaty - Saphirra
- Richard Reid - arcaș
- Spencer Wilding - Humbaba
- Bashar Rahal - comandantul batalionului #1